# Friede Clausz
Friede Clausz (17 de julio de 1986 en Halle (Sajonia-Anhalt)) es un cinematógrafo alemán.

## Vida y carrera
Siendo parte de una familia de músicos, estudio y toco durante 14 años el Violonchelo comenzando desde los 6 años de edad.
A la par del Violonchelo estudio y toco de manera profesional la Batería formando parte de la Banda Punck 206.
Estudio Dirección y Cinematografía en la Universidad de Televisión y Cine de Múnich. y el mismo año en que se graduó formó parte de los Berlinale Talents.
Actualmente vive y trabaja entre Alemania y México.
Desde 2011 ha participado en varios Largometrajes y Cortomentrajes, entre ellos, "Teardrop", que ganó el premio a la mejor Fotografía en tres festivales diferentes, fue nominado al Tadpole de Oro del Festival de Camerimage y premiada con el European Panorama en el Festival de Plus Camerimage, "Wasteland - So than no one becomes aware of it" la cual coescribió y editó, fue nominada al Oso de Cristal en el Festival Internacional de Cine de Berlín y ganó varios premios más.
"Los Ángeles", de Damian John Harper, una coproducción Alemania - México, realizada en Santa Ana del Valle, Oaxaca en idioma Zapoteco tuvo su estreno mundial en la Berlinale y ganó el LA Muse Award en LA Film Fest, el First Steps Award y el Premio a la Mejor Opera Prima en el Festival Internacional de cine en Guadalajara. 

"24 Weeks" fue presentada como la única película alemana en el Festival Internacional de Cine de Berlín que participara en la Competencia Internacional en la 66th Berlinale nominada al Oso de Oro.
 y premiada con el "Guild of German Arthouse Cinemas" entre otros tantos premios ganados nacional e internacionalmente.
En 2015 fue parte del jurado del Festival "Film Kunst Tage Film Festival" junto con Franz Rogowski y David Wnendt.
En 2016 fue aceptado como parte de la Sociedad de Cinematógrafos Alemanes siendo el miembro y Director de Fotografía más joven de la Sociedad.

## Filmografía
Largometrajes
- 24 Weeks (2016, dir. Anne Zohra Berrached)
- Los Ángeles (2014, dir. Damian John Harper)
- Two Mothers (2013, dir. Anne Zohra Berrached)

Documental
- Akt (2015, dir. Mario Schneider)
- Wasteland - So than no one becomes aware of it (2013, dir. Anne Kodura)

Cortometrajes
- Dogs like us (2012, dir. Anne Zohra Berrached)
- Teardrop (2011, dir. Damian John Harper)

Otros Créditos
Escritor, Productor, Editor
- Wasteland - So than no one becomes aware of it (2013, dir. Anne Kodura)

## Premios
- European Panorama Plus Camerimage - Los Ángeles
- Premio a la mejor Opera Prima en Festival Internacional de Cine de Guadalajara - Los Ángeles
- Cesilio Paniagua Award a la mejor Cinematografía en Int. Short FF Almería en Corto - Teardrop
- Premio a la mejor Cinematografía en Int. Student FF Sehsüchte - Teardrop
- Premio a la mejor Cinematografía en Int. Festival of Filmschools Munich - Teardrop
- Premio de la Sociedad de Cinematógrafos Romanenses en Int. Short FF Cinemaiubit - Dog like us